# Albrekt II av Mecklenburg
Hertig Albrekt "den store" av Mecklenburg och Schwerin, Albrekt d. ä., tyska Albrecht "der Grosse", ibland Albert, född 1318, död 18 februari 1379 i Schwerin, begravd i klosterkyrkan i Doberan, var den förste hertig av Mecklenburg och Schwerin.
Albrekt "den store" var son till furst Henrik II av Mecklenburg (död 1329) och Anna av Sachsen-Wittenberg (död 1327). Vid faderns död efterträdde han denne 1329 som furst Albrekt II av Mecklenburg. 1348 erhöll Albrekt hertigtitel, och 1358 blev han även hertig av Schwerin. Till följd av detta kallas han även för hertig Albrekt I av Mecklenburg och Schwerin. Han styrde sina båda hertigdömen intill sin död 1379.

## Biografi
När Albrekt efterträdde sin 1329 döde fader som furste i Mecklenburg fick han stå under förmyndarskap till 1336. Den 8 juli 1348 upphöjdes Albrekt av kejsar Karl IV till hertig och inträdde därmed i riksfursteståndet.
Liksom kejsar Karl IV understödde Albrekt till en början Valdemar "den falske" i Mark Brandenburg men försonades 1350 med markgreve Ludvig.
Efter greve Otto I av Schwerins död 1357 köpte Albrekt 1358 för 20 000 silvermark de grevliga rättigheterna i Schwerin av dennes bror och arvtagare Nikolaus. Albrekt kunde därefter se sig som herre av två hertigdömen, Mecklenburg och Schwerin.
Albrekt strävade efter att öka Mecklenburgs inflytande i Norden; hans äldste son Henrik fick gifta sig med en dotter till Valdemar Atterdag, och han försökte bland annat vinna den danska kronan åt sonsonen. Själv hade han gift sig med svenske kungens syster, Eufemia Eriksdotter. När hans andre son, Albrekt d. y., kallades till Sverige 1363 följde Albrekt d. ä. med, och han var i själva verket den drivande kraften i sonens politik.

## Äktenskap och barn
Albrekt gifte sig i Rostock den 10 april 1336 med svenska prinsessan Eufemia Eriksdotter (1317-1363/1370), ett äktenskap vars kontrakt upprättades i Bohus fästning redan den 24 juli 1321. Paret fick följande barn:
1. Henrik Bödeln av Mecklenburg (1337/1338-1383), hertig av Mecklenburg och Schwerin
2. Albrekt av Mecklenburg (1338/1340-1412), kung av Sverige
3. Ingeborg av Mecklenburg (omkring 1340-1395), gift 1. med hertig Ludvig VI av Bayern (död 1365), gift 2. med greve Henrik II av Holstein (död 1381/1389)
4. Magnus I av Mecklenburg (omkring 1345-1385), hertig av Mecklenburg och Schwerin
5. Anna av Mecklenburg (död 1415), gift med greve Adolf IX av Holstein (död 1390)

Albrekt gifte om sig före 4 mars 1378 med Adelheid av Honstein (död 1405 eller senare).